# Przestrzeń Wolności

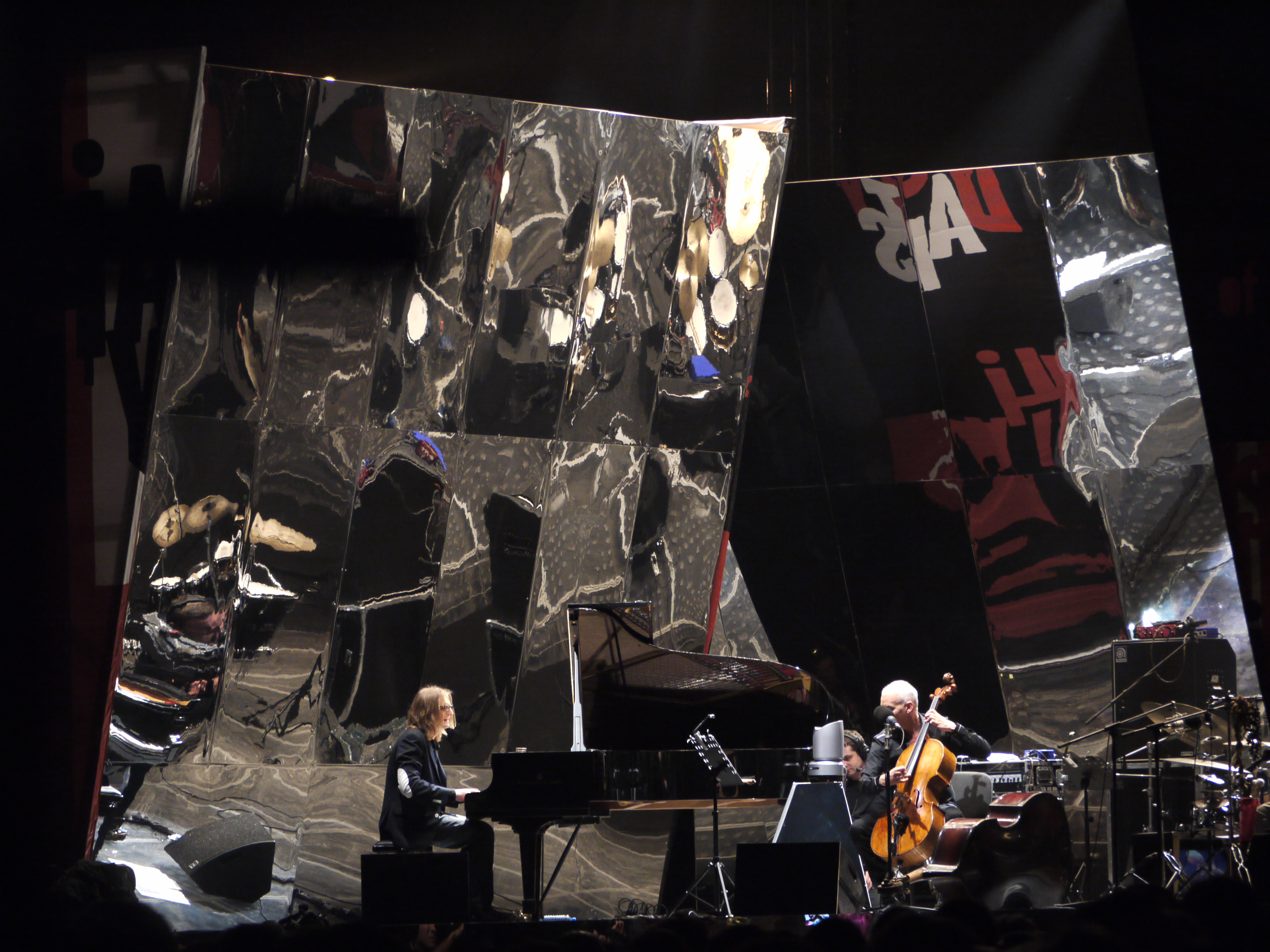
Przestrzeń Wolności 2010

Przestrzeń Wolności – seria koncertów organizowanych w latach 2005–2010 w Gdańsku.
Były to:
- 26 sierpnia 2005 – koncert Jean Michel Jarre'a (110 tys. widzów).
- 26 sierpnia 2006 – koncert Davida Gilmoura (45 tys. widzów).
- 26 lipca 2007 – koncert Roda Stewarta (35 tys. widzów).
- 2008 – zapowiadany na 20 września koncert Queen + Paul Rodgers został odwołany.
- 4 czerwca 2009 – koncert Kylie Minogue i Scorpions (70 tys. widzów).
- 21 sierpnia 2010 – „Przestrzeń Wolności: Widowisko jazzowe” – koncert Leszka Możdżera.

W latach 2005–2007 i w 2009 koncerty odbyły się na terenie Stoczni Gdańskiej. W 2010 koncert odbył się na Targu Węglowym w ramach festiwalu "Solidarity of Arts". Koncert Jeana Michela Jarre'a był nadawany na żywo przez TVP.